# Enniskillen Airport
Enniskillen Airport (engelska: St Angelo Airport) är en flygplats i Storbritannien.   Den ligger i riksdelen Nordirland, i den västra delen av landet, 600 km nordväst om huvudstaden London. Enniskillen Airport ligger 47 meter över havet.
Terrängen runt Enniskillen Airport är platt. Runt Enniskillen Airport är det tätbefolkat, med 570 invånare per kvadratkilometer. Närmaste större samhälle är Enniskillen, 5,7 km söder om Enniskillen Airport. Trakten runt Enniskillen Airport består i huvudsak av gräsmarker.